# Palau Civran
El Palau Civran és un palau de Venècia, situat al barri de Cannaregio, amb vistes al costat esquerre del Gran Canal, just abans del Fontego dei Tedeschi, entre el Campiello del Remer i el Palau Perducci.

## Història
La família Civran va ser propietària d'aquest palau des del segle XIV, i li van donar diferents formes estilístiques durant les reformes que es van fer al llarg dels anys. L'edifici és actualment de propietat estatal i és la seu de la Guàrdia de Finances, com també es pot veure en els colors del Cos aplicats als pals d'amarratge.

## Arquitectura
Construït al segle XIV, la forma actual de l'estructura és el resultat de la darrera restauració important que va tenir lloc cap a la primera meitat del segle XVII, quan el palau va adoptar l'estil arquitectònic del Renaixement tardà. La planta baixa és de carreus amb un portal central d'arc de mig punt amb una clau de volta en forma de cap humà; l'entresol consta de quatre obertures molt més altes del que és habitual i proveïdes d'una barana metàl·lica.
La planta principal presenta una finestra central d'una sola obertura gairebé idèntica al portal d'aigua inferior i dos parells de finestres laterals d'una sola obertura, totes unides per un únic balcó que surt. El segon pis, de menor elevació, està format per cinc finestres simples idèntiques alineades amb les cinc de la planta principal i amb balcons individuals. Totes les obertures de la primera i segona planta, excepte la central del pis noble, estan coronades per timpans triangulars.